# Amore gigante (singolo)
Amore gigante è un singolo della cantautrice italiana Gianna Nannini, pubblicato il 30 marzo 2018 come terzo estratto dall'album omonimo.

## Video musicale
Il videoclip è stato pubblicato il 31 marzo 2018 sul canale Vevo-YouTube della cantante.